# Брзо клизање на Зимским олимпијским играма 2014 — 5000 метара за жене
Такмичење у брзом клизању трци на 5000 метара за жене на Зимским олимпијским играма 2014. одржано је 19. фебруара у Адлер арени у Сочију.

## Квалификације
У овој дисциплини могло је да учествује 16 клизачица, не више од три из једне земље. Десет најбољих након четири трке Светског купа у брзом клизању у сезони 2013/14. обезбедило је учешће, док је осталих шест места одређено на основу свих резултата остварених у Светском купу у овој дисциплини. Такође, направљена је и листа резервних такмичарки.

## Рекорди
Пре овог такмичења, важећи светски и олимпијски рекорди су дати у табели испод.
| Светски рекорд    | Мартина Сабликова | 6:42,66 | Солт Лејк Сити, САД | 18. фебруар 2011. |
| Олимпијски рекорд | Клаудија Пехштајн | 6:46,91 | Солт Лејк Сити, САД | 23. фебруар 2002. |
| ----------------- | ----------------- | ------- | ------------------- | ----------------- |

## Резултати
Такмичење је почело у 17:30 по локалном времену
| Пласман | Пар | Стаза | Такмичар          | Земља     | Време   | Заостатак | Белешке |
| ------- | --- | ----- | ----------------- | --------- | ------- | --------- | ------- |
|         | 7   | С     | Мартина Сабликова | Чешка     | 6:51,54 | —         | РС      |
| 2       | 7   | У     | Ирен Вист         | Холандија | 6:54,28 | +2,74     |         |
| 3       | 5   | С     | Карин Клајбекер   | Холандија | 6:55,66 | +4,12     |         |
| 4       | 6   | С     | Олга Граф         | Русија    | 6:55,77 | +4,23     |         |
| 5       | 8   | С     | Клаудија Пехштајн | Немачка   | 6:58,39 | +6,85     |         |
| 6       | 8   | У     | Ивон Наута        | Холандија | 7:01,76 | +10,22    |         |
| 7       | 3   | С     | Мари Хемер        | Норвешка  | 7:04,45 | +12,91    |         |
| 8       | 4   | У     | Штефани Бекерт    | Немачка   | 7:07,79 | +16,25    |         |
| 9       | 3   | У     | Ана Чернова       | Русија    | 7:08,71 | +17,17    |         |
| 10      | 2   | С     | Шоко Фуџимура     | Јапан     | 7:09,65 | +18,11    |         |
| 11      | 1   | С     | Бенте Краус       | Немачка   | 7:10,65 | +19,11    |         |
| 12      | 6   | У     | Шихо Ишизава      | Јапан     | 7:11,54 | +20,00    |         |
| 13      | 5   | У     | Масако Хозуми     | Јапан     | 7:12,42 | +20,88    |         |
| 14      | 2   | У     | Ивани Блонден     | Канада    | 7:20,10 | +28,56    |         |
| 15      | 1   | У     | Катажина Возњак   | Пољска    | 7:28,53 | +36,99    |         |
| 16      | 4   | С     | Марија Ламб       | САД       | 7:29,64 | +38,10    |         |

РС = рекорд стазе